# 曹福亮
曹福亮（1957年11月17日—），江苏泰州人，中国森林培育学家，现任南京林业大学校长。1982年毕业于南京林产工业学院（现南京林业大学）。2004年获英属哥伦比亚大学森林生态学博士学位。2015年当选为中国工程院院士。